# Украинцы в Латвии

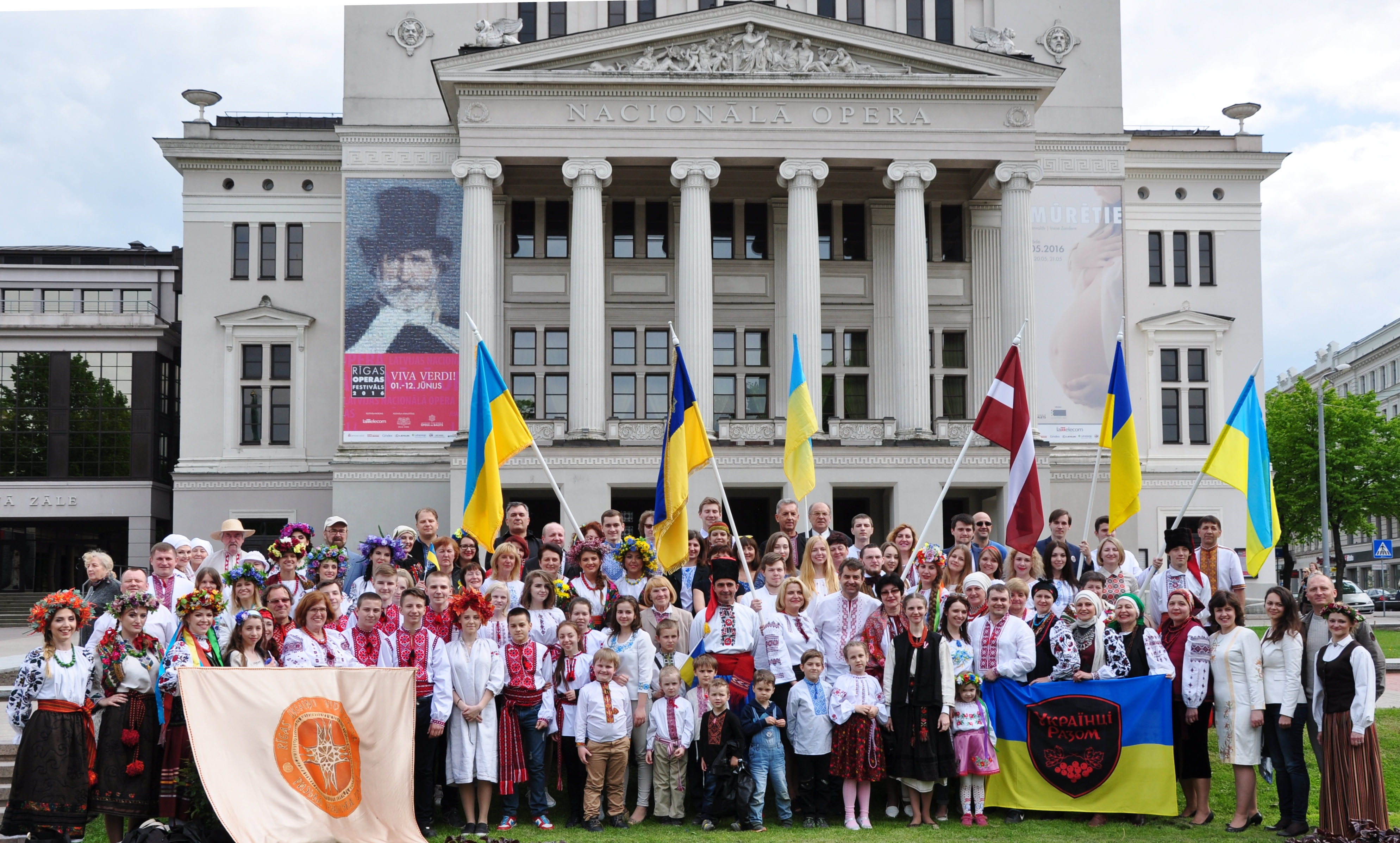
Украинцы Латвии в День вышиванки перед зданием Национальной оперы в Риге, 2016 год

Украи́нцы в Латвии (укр. Українці в Латвії) — второе по численности национальное меньшинство Латвии. По состоянию на 1 января 2024 года численность украинцев в Латвии составляла 74 419 человек (3,65 % населения страны).

## История

### До создания независимой Латвии
Первые известия об украинцах в Латвии датируются XIX веком. В конце XIX века в Латвии проживало более тысячи украинцев, из них 270 в Риге. Первым известным украинцем, жившим в Латвии, был Иван Малиновский — преподаватель Балтийского семинара учителей.
В начале XX века начались первые попытки украинцев объединиться. Сначала это были встречи во время панихид по Тарасу Шевченко и, наконец, в январе 1911 года в Риге была создана «Украинская Громада» — украинское общественное собрание, которое просуществовало до Первой мировой войны. Основной целью «Украинской Громады» было объединение украинцев на принципах взаимопомощи и сохранения своей национальной идентичности. Громада сумела объединить вокруг себя украинские силы Латвии, обратила внимание латышской и русской интеллигенции на украинские проблемы. Развитие «Украинской Громады» было прервано войной. Что случилось с «громадянами» в военном водовороте, неизвестно. Во всяком случае в созданные позже украинские общины они не входили.
Весной 1917 года на волне национализации армии были созданы украинские организации и в XII армии, чей штаб был расположен в Риге. Сплоченные украинцы избрали Исполнительный Совет украинцев XII армии, создали «Украинский клуб». С июня издается газета «Украинский голос», главным редактором которой был Сергей Пилипенко — в будущем известный украинский писатель. Делегаты украинцев XII армии присутствовали на Всеукраинском Военном Генеральном съезде в Киеве, даже была создана Рижская организация Украинской партии эсеров. Деятельность украинских организаций в XII армии была прекращена после прихода к власти большевиков, в том числе из-за их антибольшевистской направленности.

### Межвоенная Латвия
Снова жизнь разбросала украинцев Латвии по всему свету и только в январе 1933 года в Риге было создано «Латышско-украинское общество». Устав общества ставил задачи создания самих близких связей между латышским и украинским народами. Прямые связи с Советской Украиной не были установлены, однако проводилась совместная работа с организациями Львова, Литовским украинским обществом и другими. Общество провело много литературно-музыкальных вечеров, лекций, концертов, было показано много пьес и даже опера «Запорожец за Дунаем». Общество существовало до июня 1940 года и сделало очень много для популяризации украинской культуры в Латвии.

Памятник Тарасу Шевченко (Рига)

### Перестройка и современная Латвия
В 1988 году на волне национального возрождения в Латвии начали создаваться национальные культурно-просветительские общества. В сентябре 1988 года в Латвии было образованы украинские национально-культурные общества: «Дніпро» и Украинский молодёжный клуб. В конце ноября в составе Балто-славянского общества создано украинское общество «Славутич», но оно вскоре прекратило своё существование. В дальнейшем также были созданы: культурное общество «Українська родина», Общество поддержки Руха, Союз украинцев Латвии (во главе с бывшим редактором газеты «Советская Латвия» и депутатом ВС ЛР В. Стефановичем) экономические структуры.
Начиная с сентября 1991 года в Риге действует украинская школа, открытая по инициативе её директора Л. Кравченко; в 2007 г. — 239 учеников) занимаются образованием взрослых и детей. За время своего существования украинские общества провели множество литературных вечеров, встреч с людьми искусства как Латвии, так и Украины, литературные праздники посвященные Тарасу Шевченко, Лесе Украинке и многое другое.
В 2003 году в городе Даугавпилсе, где на то время проживало около 3 тысяч украинцев, было основано Даугавпилсское украинское культурно-образовательное общество «Мрия» (укр. мрія — «мечта»).
6.11.2015 года, в рамках рабочего визита в Латвию премьер-министр Украины Арсений Яценюк и глава латвийского правительства Латвии Страуюма открыли в Риге памятник Тарасу Шевченко, который изображает молодого «Кобзаря» в 23-летнем возрасте. Памятник открыт благодаря украинской общине в Латвии.

## Динамика численности
| N  | год переписи | количество     |
| -- | ------------ | -------------- |
| 1  | 1897         | 974            |
| 2  | 1920         | 1040           |
| 3  | 1925         | 512            |
| 4  | 1935         | 1844 (0,1 %)   |
| 5  | 1959         | 29 440 (1,4 %) |
| 6  | 1970         | 53 641 (2,3 %) |
| 7  | 1979         | 66 703 (2,7 %) |
| 8  | 1989         | 92 101 (3,5 %) |
| 9  | 2000         | 63 558 (2,7 %) |
| 10 | 2016         | 51 576 (2,4 %) |
| 11 | 2021         | 50 205 (2,4 %) |
| 12 | 2023         | 67 856 (3,3 %) |
| 13 | 2024         | 74 419 (3,7 %) |

По состоянию на 1 января 2024 года из 74 419 человек украинской национальности проживающих в Латвии, 28 949 человек были украинскими беженцами, 18 016 человек были «негражданами» Латвии, а 17 706 человек — гражданами Латвии. По состоянию на 1 января 2024 года в Латвии проживало 8 307 граждан Украины.